# スティグマ (ハンセン病)

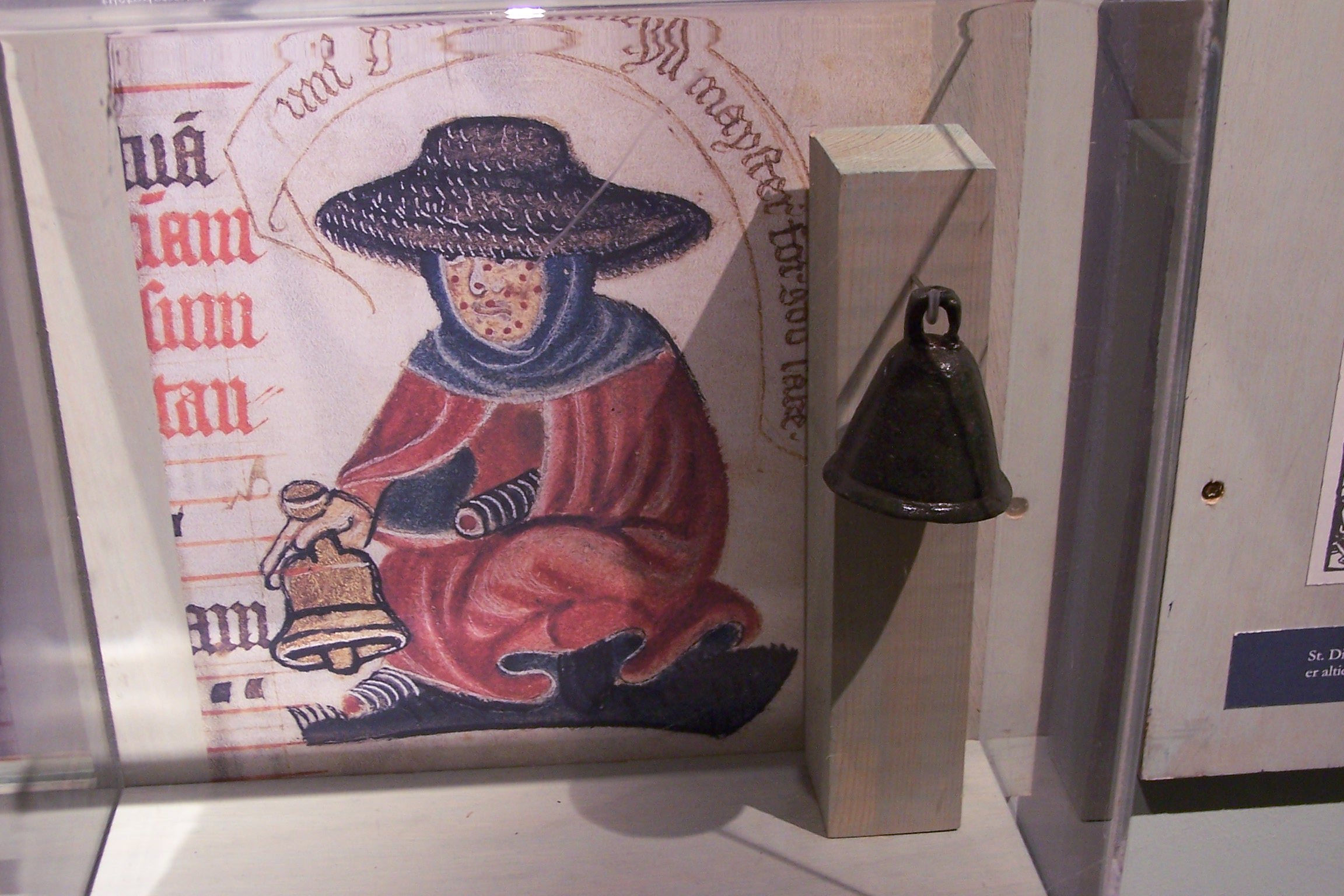
欧州中世の、患者自身が持たされたその存在をしらせるベル

ハンセン病についての社会的スティグマ(leprosy stigma)に関して記載する。英語でいえば、leprosy stigma, stigma of leprosy, stigma associated with leprosy, leprostigmaなどの単語があるが、ここではleprosy stigmaの記述が一般的である。
スティグマは、もともとはギリシアで奴隷・犯罪人・謀反人であることを示す焼き印・肉体上の「しるし」のことで、汚れた者・忌むべき者というマイナスイメージが肉体上に烙印されたものである。

## 歴史
ウイリアム・ジョップリングはleprosy stigmaという題で総説を書いたが、この言葉とは別の、この状態は昔からあり、彼はゴッフマンの上述の定義に基づき、ハンセン病患者はスティグマを受けている記述した。即ち、第一に顔面などの変形があることがスティグマを受ける理由とされる。
ハンセン病患者がスティグマを受けた歴史はハンセン病の歴史上最古に遡る。
中世の人々はハンセン病の病態を悪魔的な現象と関連付けて恐れた。一方、『新約聖書』の一節である「貧しきラザロ」（ルカ16:19-31）になぞらえ、地上ですでに罪を償い天国に行くことが確かな人、というイメージも持たれていた。
ドイツでは、16世紀には外科医ヨハン・フォン・ゲルスドルフが書いた『軍医のための外科教本』に見られるように、ハンセン病の病理を患者の道徳性や性格に求める議論が起こり、ハンセン病の疑いがある者を社会から隔離する仕組みが作られた。被疑者は教会によって社会的な死を意味する葬礼を模した儀式を受け、専用の施設に入れられた。施療院には様々なタイプがあったが、患者は職業活動を制限されていたため、総じて物乞いをするのに好都合な場所に作られた。患者は一目でそれとわかる専用の服を着せられ、歩くときは鐘や鈴、ガラガラを鳴らして注意を促すようにしなくてはならなかった。
17世紀の中央ヨーロッパではハンセン病自体も衰退傾向になったために、一般社会ではハンセン病が重要な病気と見なされなくなった。社会全体の貧困層が増大したため、隔離施設に入ることができた患者はそれなりの福祉が得られたが、入れなかった患者は物乞いをして移動する浮浪者の中でも最も悲惨なグループとなった。

## ジョップリングの記述したleprosy stigma
彼は戦前アフリカで医療に従事し、ハンセン病を経験したが、戦後、ロンドンに帰ってから熱帯病を大学院で学びなおした。第2次大戦後外国から流入した患者が多く英国政府が作った専門の病院の住み込み院長となり、同僚のリドレィと共にリドレィ・ジョップリングのハンセン病の分類を完成させたが、他にその病院での経験でのハンセン病の色々の面での経験が豊富である。英国の病院であり当時の患者は外国からの流入である。第1例は27歳のインド人でハンセン病のせいで、当然受けるべき治療を受けていなかった。第2例は60歳の男性で医師の無智により当然受けるべき治療を受けていなかった。その他差別を受け、自殺を図った例を記述している。

## 日本でのleprosy stigma

### ハンセン病関連で最初の記述
宮崎松記は昭和27年9月発行の恵楓という雑誌の中で、「表記の言葉はニューヨーク科学院年報54巻のケーラーベルガー氏(アメリカ救らい協会）の論文から紹介し適当な訳がみあたらないのでそのまま「スチグマ」とする、とある。私どもは、らいのスチグマを認めるような結果を恥じなければならない、としている。

### 日本でのスティグマ
日本におけるスティグマに関しては昔から多くの記述がある。

## 米国
米国でもスティグマがあった。しかし、それを打破しようとしてカーヴィル療養所にて、The Starという雑誌が発行され、患者自身の努力があったことは貴重なことである。The Starは1941年から2001年までの60年の間発行された。

## Scandinaviaにおける経験
前のJoplingの原著にあるが、ハンセンは「ノルウェー国家はらい患者を人道的に取り扱った」と記載している。病院に入院していても日中は作品をマーケットに売りに行くことや、客人と会うことが可能であった。そこではスチグマが少なかった。ノルウェーから米国に流出した患者が多かったがそれはスチグマのためではなく貧乏から逃れるためであった。

## どうしたらハンセン病のスティグマがなくなるか
ハンセン病の知識が普及すること、ハンセン病の治療法により、ハンセン病が絶滅すること（特に多剤療法による）、ハンセン病の歴史を周知させることによる。

## 博物館・資料館
- 国立ハンセン病資料館（東京）や、国立療養所長島愛生園、国立療養所菊池恵楓園、国立療養所東北新生園、国立療養所栗生楽泉園などに博物館、資料館があり、ハンセン病の歴史を知ることにより、スティグマが少なくなることを目指している。